# Realtek
Realtek Semiconductor Corp. is een Taiwanees bedrijf en fabrikant van halfgeleiders en geïntegreerde schakelingen.

## Beschrijving

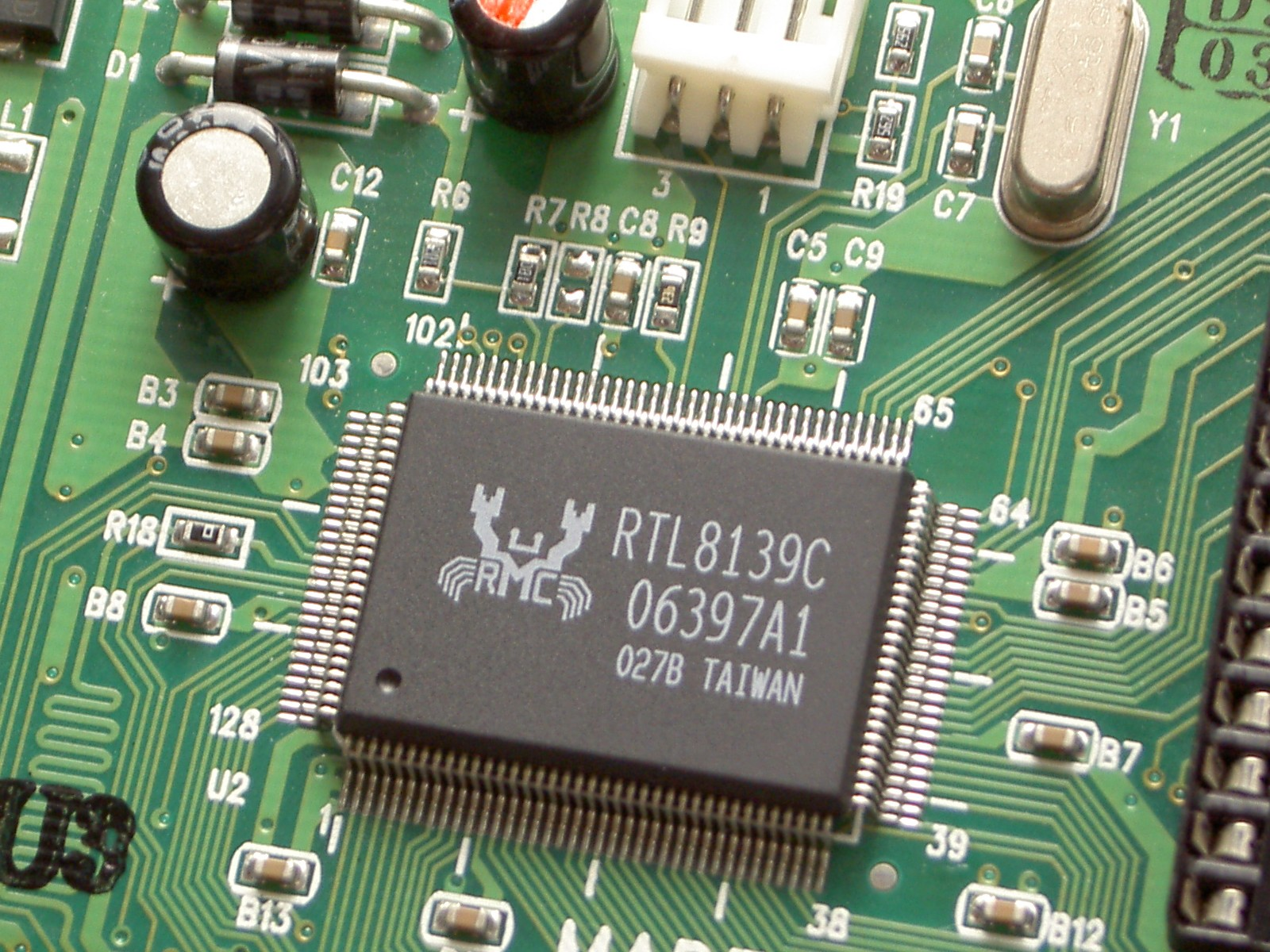
De RTL8139-serie netwerkchips was een succesvol product van Realtek.

Het bedrijf werd opgericht in oktober 1987 en is sinds 1998 een beursgenoteerd bedrijf aan de Taiwan Stock Exchange (TWSE).
Realtek ontwerpt en fabriceert verschillende soorten microchips voor onder meer netwerkkaarten, randapparatuur en multimedia.
Met name eind jaren 90 van de twintigste eeuw was de RTL8139-serie zeer populair. De serie netwerkchips werd door menig fabrikant van moederborden en consumentenelektronica ingebouwd. Ook andere producten van Realtek vonden hun weg in diverse computerhardware, zoals audiocodecs, kaartlezers, klokgenerators en multimedia-ic's.
In 1995 nam het bedrijf Avance Logic over, een Amerikaanse fabrikant van videoprocessors en audiochips. Sindsdien zijn de geluidskaarten van Realtek gebaseerd op de technologie van Avance.

## Stuxnet
De in 2010 ontdekte Stuxnet-worm bleek misbruik te maken van een aangetast digitaal certificaat van Realtek voor Windows. Hierdoor konden aanvallers een kwaadwillend stuurprogramma ondertekenen.